# Tintenfische

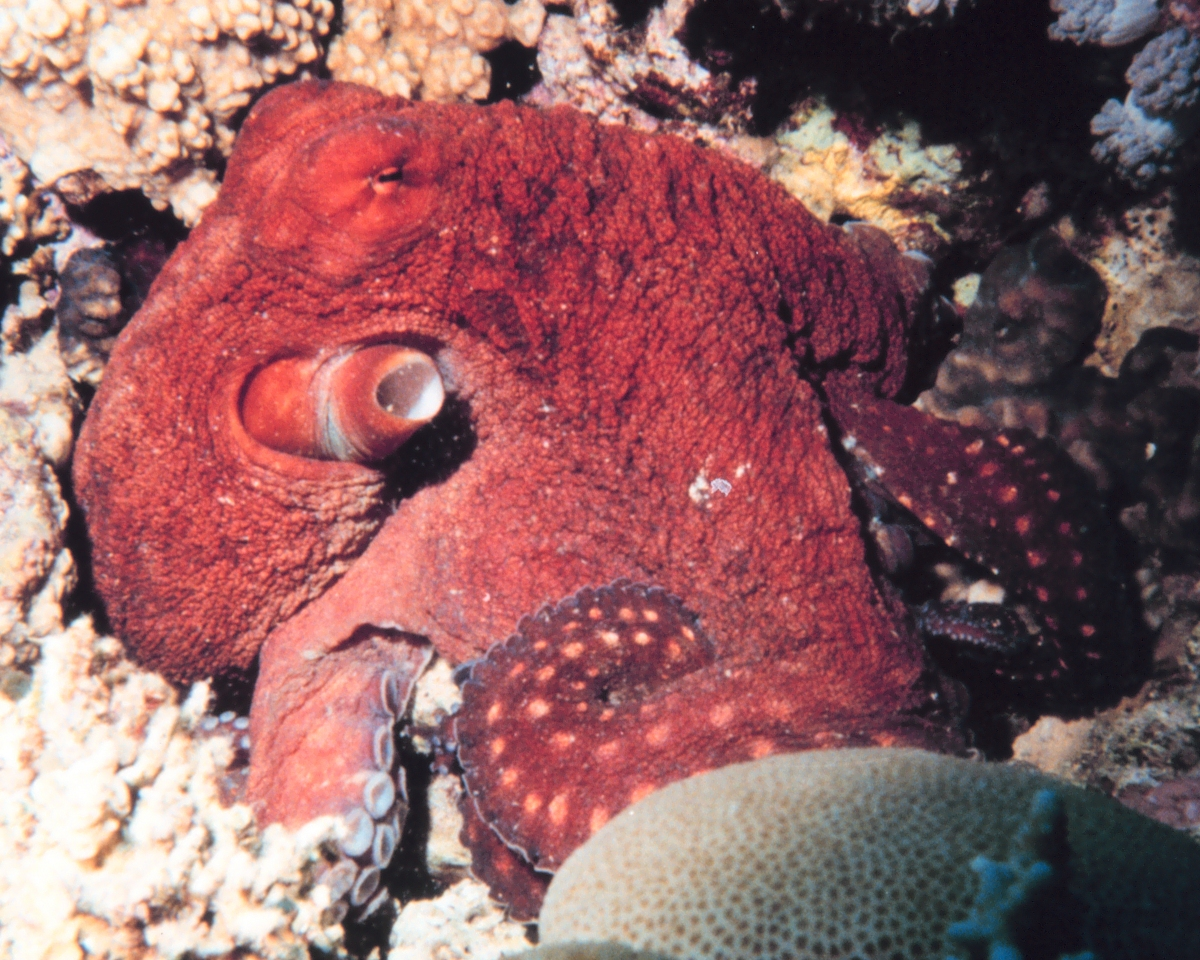
Krake

Tintenfische (Coleoidea oder Dibranchiata) sind Weichtiere, die im Meer leben. Sie haben einen Tintenbeutel, aus dem sie bei Gefahr ein dunkel gefärbtes Sekret ausstoßen, Tinte genannt.
Fachsprachlich werden Tintenfische auch als Coleoiden bezeichnet. In einigen allgemein- und populärwissenschaftlichen Texten heißen sie auch Tintenschnecken, um ihre Zugehörigkeit zu den Weichtieren zu verdeutlichen, denn Tintenfische sind keine Fische (diese zählen zu den Wirbeltieren).
Die Tintenfische sind eine Unterklasse der Kopffüßer (Cephalopoda) und zeichnen sich durch ein von Weichteilen umschlossenes Gehäuse oder dessen Rudimente sowie einen Tintenbeutel aus. Die bekanntesten Gruppen innerhalb der Tintenfische sind die Sepien (Sepiida), die Kalmare (Teuthida) und die Kraken (Octopoda).
Umgangssprachlich und historisch sind mit der Bezeichnung Tintenfisch oft allein die Sepien gemeint. Doch bilden diese nur eine von vier Gruppen innerhalb der Zehnarmigen Tintenfische (Decabrachia). Weiterhin gibt es die Achtarmigen Tintenfische (Vampyropoda) mit drei Untergruppen. Zu den Tintenfischen (Coleoidea) werden auch die ausgestorbenen Belemniten (Belemnoidea) gerechnet, da bei einigen vollständigen Exemplaren Tintenbeutel nachgewiesen wurden (siehe Abschnitt Systematik).
Derzeit kennt man aus den heutigen Meeren etwa 800 Arten, und laufend werden noch neue Arten beschrieben. Im Fossilbericht sind weitere etwa 2000 Arten identifiziert worden.
Die ältesten Funde, die man sicher den Tintenfischen zuordnen kann, stammen aus dem Unteren Karbon von Nordamerika. Funde von Tintenfischen aus dem Unteren Devon von Deutschland haben sich bisher nicht bestätigen lassen. Tintenfische sind fleischfressende Tiere, die sich von kleinen Fischen, Krabben, Garnelen und anderen kleineren Tintenfischen ernähren, obwohl dies nur bei Nahrungsknappheit der Fall ist. Die kleinsten Exemplare der Tintenfische ernähren sich hauptsächlich von Krill und Plankton.
Zwischen Gaming und Lunz am See, im Bezirk Scheibbs, Niederösterreich haben Wissenschaftler des Naturhistorischen Museums und der Universität Wien weltweit erstmals fossile Tintenfisch-Knorpel entdeckt. Die bis zu 3 cm großen, schwarzen Gebilde aus Kohlenstoff wurden mittels Mikro-Computertomographie untersucht, stammen von der ausgestorbenen Art Phragmoteuthis bisinuata und sind 233 Millionen Jahre alt.

## Merkmale

Karibischer Riffkalmar

Die innenliegenden Hartteile und der Tintenbeutel unterscheiden die Tintenfische von Perlbooten im weiteren Sinne (Nautiloidea) und Ammoniten (Ammonoidea). Diese anderen Unterklassen der Kopffüßer haben ein kalkiges Außenskelett und besitzen keinen Tintenbeutel.
Kraken haben einen größeren Tintenbeutel und können ihn deshalb häufiger nacheinander benutzen als Kalmare. Bei Kalmaren ist der Tintenbeutel manchmal so klein, dass er nur zu einer Entleerung durch den Sipho reicht. Dies weist bereits darauf hin, dass die primäre Abwehrstrategie nicht, wie gemeinhin vermutet, im Aufbau einer Nebelwand liegt. In Wirklichkeit bildet das Tintensekret eine relativ kleine, kompakte Pigmentkörnchen-Wolke, die an der Stelle schwebt, an der einen Augenblick vorher noch der per Rückstoß davongeschossene Tintenfisch war. Der angreifende Räuber soll die Tintenwolke mit dem Beutetier verwechseln und mit seiner Fehlattacke Zeit verlieren, die der Tintenfisch zur erfolgreichen Flucht nutzt. Tatsächlich kann man häufig beobachten, wie Raubfische (etwa Scholle, Steinbutt), die in die Wolke schnappen, erst hierdurch die weite Verwirbelung der Pigmente bewirken und sich damit selbst einnebeln. Die Blaufärbung des Tintensekrets ist auf Kupferproteine zurückzuführen.
Alle Coleoiden besitzen zwei Nieren, ein Herz und zwei branchiale oder Kiemenherzen (Vorhöfe). Ihr Nervensystem zeigt einen hohen Grad an Zentralisierung und bildet ein Gehirn im hinteren Teil des Kopfes. 
Im Linsen-Auge der Tintenfische sind die lichtempfangenden Zellen der Netzhaut als ursprüngliche Einbuchtung der Haut zur Seite des Lichtes gewandt (bei Wirbeltieren ist die Netzhaut hingegen eine Gehirn-Ausstülpung; die Licht empfangenden Zellen sind dort auf der lichtabgewandten Seiten zu finden). Mehrere Tintenfisch-Gruppen können die Polarisierungs-Richtung von Licht erkennen.
In ihrer Körpergröße, der Bewegungs- und Reaktionsfähigkeit überragen die Tintenfische alle anderen Mollusken deutlich. Tintenfische sind die intelligentesten Weichtiere. Sie haben nach den Wirbeltieren eine der höchsten Organisationsformen im Tierreich.
In bestimmten Zellen der Tintenfische läuft das unter Tieren seltene RNA-Editing ab.

## Ernährungsweise
Tintenfische sind Karnivoren, die sich von Krabben, Garnelen, kleinen Fischen und seltener von kleinen Tintenfischen ernähren. Letzteres kommt nur im Fall von Nahrungsknappheit vor und sehr kleine Exemplare fressen nur Plankton und Krill. Tintenfische sind fähig, Krustentiere wie Muscheln zu zerlegen und zu verdauen.
Sie zählen zu den intelligentesten Tieren im Ozean. Ihr farbstoffhaltiges Sekret stoßen sie gelegentlich auch nach ihrer Beute aus, um diese zu verwirren. Obwohl sie Einzelgänger sind, kommen sie manchmal sogar zusammen, um gemeinsam ihre Nahrung zu jagen. Nicht selten bewahren sie ihre Beute in ihrem Unterschlupf auf, um sie zu horten. Es wurden auch Tintenfische beobachtet, die ihre Beute am Leben erhalten, um sie später zu fressen.

## Systematik
Überordnungen und Ordnungen der Unterklasse Tintenfische (Coleoidea):
- Überordnung Belemniten (Belemnoidea) †
- Überordnung Zehnarmige Tintenfische (Decabrachia)
  - Ordnung Sepien (Sepiida)
  - Ordnung Posthörnchen (Spirulida)
  - Ordnung Zwergtintenfische (Sepiolida)
  - Ordnung Kalmare (Teuthida)
- Überordnung Achtarmige Tintenfische (Vampyropoda)
  - Ordnung Vampirtintenfischähnliche (Vampyromorpha)
  - Ordnung Kraken (Octopoda)
  - Ordnung Cirrentragende Kraken (Cirroctopoda)

Das folgende Kladogramm veranschaulicht die Abstammungsverhältnisse:
|                                                 | Sepien (Sepiida)              |
|                                                 |                               |
|                                                 | Posthörnchen (Spirulida)      |
|                                                 |                               |
|                                                 | Zwergtintenfische (Sepiolida) |
|                                                 |                               |
|                                                 | Kalmare (Teuthida)            |
| Vorlage:Klade/Wartung/3 Vorlage:Klade/Wartung/4 |                               |

|      | Vampirtintenfischähnliche (Vampyromorpha)                                                  |
|      |                                                                                            |
| N.N. | \| \| Kraken (Octopoda) \| \| \| \| \| \| Cirrentragende Kraken (Cirroctopoda) \| \| \| \| |
|      | \| \| Kraken (Octopoda) \| \| \| \| \| \| Cirrentragende Kraken (Cirroctopoda) \| \| \| \| |
|      | Kraken (Octopoda)                                                                          |
|      |                                                                                            |
|      | Cirrentragende Kraken (Cirroctopoda)                                                       |
|      |                                                                                            |

|  | Kraken (Octopoda)                    |
|  |                                      |
|  | Cirrentragende Kraken (Cirroctopoda) |
|  |                                      |

|                                                 | Sepien (Sepiida)              |
|                                                 |                               |
|                                                 | Posthörnchen (Spirulida)      |
|                                                 |                               |
|                                                 | Zwergtintenfische (Sepiolida) |
|                                                 |                               |
|                                                 | Kalmare (Teuthida)            |
| Vorlage:Klade/Wartung/3 Vorlage:Klade/Wartung/4 |                               |

|      | Vampirtintenfischähnliche (Vampyromorpha)                                                  |
|      |                                                                                            |
| N.N. | \| \| Kraken (Octopoda) \| \| \| \| \| \| Cirrentragende Kraken (Cirroctopoda) \| \| \| \| |
|      | \| \| Kraken (Octopoda) \| \| \| \| \| \| Cirrentragende Kraken (Cirroctopoda) \| \| \| \| |
|      | Kraken (Octopoda)                                                                          |
|      |                                                                                            |
|      | Cirrentragende Kraken (Cirroctopoda)                                                       |
|      |                                                                                            |

|  | Kraken (Octopoda)                    |
|  |                                      |
|  | Cirrentragende Kraken (Cirroctopoda) |
|  |                                      |

|                                                 | Sepien (Sepiida)              |
|                                                 |                               |
|                                                 | Posthörnchen (Spirulida)      |
|                                                 |                               |
|                                                 | Zwergtintenfische (Sepiolida) |
|                                                 |                               |
|                                                 | Kalmare (Teuthida)            |
| Vorlage:Klade/Wartung/3 Vorlage:Klade/Wartung/4 |                               |

|      | Vampirtintenfischähnliche (Vampyromorpha)                                                  |
|      |                                                                                            |
| N.N. | \| \| Kraken (Octopoda) \| \| \| \| \| \| Cirrentragende Kraken (Cirroctopoda) \| \| \| \| |
|      | \| \| Kraken (Octopoda) \| \| \| \| \| \| Cirrentragende Kraken (Cirroctopoda) \| \| \| \| |
|      | Kraken (Octopoda)                                                                          |
|      |                                                                                            |
|      | Cirrentragende Kraken (Cirroctopoda)                                                       |
|      |                                                                                            |

|  | Kraken (Octopoda)                    |
|  |                                      |
|  | Cirrentragende Kraken (Cirroctopoda) |
|  |                                      |

|                                                 | Sepien (Sepiida)              |
|                                                 |                               |
|                                                 | Posthörnchen (Spirulida)      |
|                                                 |                               |
|                                                 | Zwergtintenfische (Sepiolida) |
|                                                 |                               |
|                                                 | Kalmare (Teuthida)            |
| Vorlage:Klade/Wartung/3 Vorlage:Klade/Wartung/4 |                               |

|      | Vampirtintenfischähnliche (Vampyromorpha)                                                  |
|      |                                                                                            |
| N.N. | \| \| Kraken (Octopoda) \| \| \| \| \| \| Cirrentragende Kraken (Cirroctopoda) \| \| \| \| |
|      | \| \| Kraken (Octopoda) \| \| \| \| \| \| Cirrentragende Kraken (Cirroctopoda) \| \| \| \| |
|      | Kraken (Octopoda)                                                                          |
|      |                                                                                            |
|      | Cirrentragende Kraken (Cirroctopoda)                                                       |
|      |                                                                                            |

|  | Kraken (Octopoda)                    |
|  |                                      |
|  | Cirrentragende Kraken (Cirroctopoda) |
|  |                                      |

## Tintenfische als Nahrungsmittel
Genau wie Fische gehören Tintenfische zu den Nahrungsmitteln des Menschen. Am beliebtesten sind Sepien, Kalmare und Kraken, wobei sie durch den internationalen Handel häufig als Kalmare, Calamari oder Calamaio bezeichnet werden, unabhängig von der biologischen Taxonomie.
Die üblichen Tötungsmethoden sind grausam, da keine davon geeignet ist, unverzüglich eine Bewusstlosigkeit und einen schmerzfreien Tod herbeizuführen.
Im Handel werden Tintenfische im Ganzen oder zerteilt (Fangarme, Ringe, Filets), frisch, gefroren (teilweise vorgegart), geräuchert oder als Konserve angeboten. Zur Vorbereitung entfernt man prinzipiell das Chitinbein. Je nach der Größe des Tieres werden zusätzlich ungenießbare Teile wie der Kopf, Kauwerkzeuge, größere Saugnäpfe und die Innereien entfernt. Größere Tiere werden vor der Zubereitung in einer Kräuterbrühe vorgegart.
Es haben sich mehrere Standardzubereitungen herausgebildet, die regional um einige Zutaten ergänzt werden:
- Gefüllte Tintenfischtuben, die anschließend frittiert, gebacken oder gebraten werden. Beispiele hierfür sind Calamaio al forno und Calamari ripieni, bei denen die Füllung aus Brötchen, Eiern, Knoblauch, Zwiebeln und gehackten Sardellenfilets besteht.
- als Ragout in Tomatensauce (braisé)
- als frittierte Stücke, wie z. B. Calamari fritti, wobei der Mantel in Ringe und die Tentakel in Stücke geschnitten werden

Zur Verwendung des Tintenbeutels siehe Sepia (Farbstoff).

## Fortpflanzung
Die meisten Coleoid-Arten sind semelpar, was bedeutet, dass sie nach einer einzigen Fortpflanzung sterben. Bei diesen Arten sterben die Männchen nach der Befruchtung, und die Weibchen nach dem Ablegen bzw. dem Brüten ihres Geleges. Einige wenige Arten weichen von dieser Regel ab und gelten als iteropar, das heißt, sie können mehrere Fortpflanzungszyklen haben, ohne zu sterben. Zu diesen Arten gehören der Vampirtintenfisch, der große Pazifische gestreifte Oktopus und der Westatlantische Schuppen-Tintenfisch.
Bei der iteroparen Fortpflanzung wird weiter in verschiedene Fortpflanzungsstrategien unterteilt:
- Polyzyklische Fortpflanzung: Hierbei entwickelt sich ein einzelnes Gelege, das mehrfach während der Fortpflanzungssaison abgelegt wird. Dabei wächst das Tier zwischen den Ei-Gruppen, und die Gonaden regenerieren und reifen zwischen den einzelnen Gelegen. Ein Beispiel dafür ist der Nautilus.
- Mehrfache Fortpflanzung: In diesem Fall entwickelt das Muttertier mehrere Gelege gleichzeitig, die sich in verschiedenen Entwicklungsstadien befinden. Dies nennt man gruppensynchrone Ovulation. Zwischen den Gelegen wächst die Mutter, und die Gonaden regenerieren sich, wie es zum Beispiel bei Arten wie Octopus chierchiae, Sthenoteuthis oualaniensis, Ommastrephes bartramii und Dosidicus gigas der Fall ist.
- Intermittierende terminale Fortpflanzung: Diese Art der Fortpflanzung ist durch eine gruppensynchrone Ovulation und monozyklische Fortpflanzung gekennzeichnet. Im Gegensatz zu den vorherigen Methoden wächst das Muttertier hier nicht zwischen den Gelegen. Beispiele sind Loligo vulgaris, Loligo bleekeri, Loligo forbesii, Illex coindetii, Todaropsis eblanae, Todarodes angolensis und viele Populationen von Sepia officinalis.
- Kontinuierliche Fortpflanzung: Bei dieser Strategie werden die Ei-Zellen ohne klares Gelege produziert, sodass alle Entwicklungsstadien gleichzeitig vorhanden sein können. Auch hier erfolgt eine monozyklische Fortpflanzung, und das Tier wächst zwischen den Gelegen. Beispiele hierfür sind Cirrothauma murrayi, Opisthoteuthis agassizii, Opisthoteuthis grimaldii, Grimpoteuthis glacialis.